# Jehla (Lužické hory)
Jehla (480 m, německy Nadelberg) je čedičový kopec, který se nachází asi 1 km severovýchodně od České Kamenice. Na kopci je upravená stezka, která vede po hřbítku na malou vyhlídkovou skalku se zábradlím. Pod vyhlídkou je nepřístupná skála Trubač. Z vrcholu Jehly je výhled na Českou Kamenici a na Zámecký vrch.
Na severovýchodním svahu Jehly se nachází v zalesněné boční strži poutní místo Bratrské oltáře s Křížovou cestou.